# (11263) Pesonen
(11263) Pesonen est un astéroïde de la ceinture principale.

## Description
(11263) Pesonen est un astéroïde de la ceinture principale. Il fut découvert le 23 juillet 1979 à la station Anderson Mesa par Edward L. G. Bowell. Il présente une orbite caractérisée par un demi-grand axe de 2,90 UA, une excentricité de 0,38 et une inclinaison de 25,2° par rapport à l'écliptique.

## Compléments